# Andreas Voss
Andreas Voss  (Syke, 12 de março de 1857 – Heiligendamm, 9 de abril de 1924) foi um botânico alemão.

## Obras
Se especializou em horticultura e foi editor em alemão, com August Siebert (1854-1923), da terceira edição do Guía Vilmorin de floricultura, Vilmorin's Blumengärtnerei.
Foi também autor de um dicionário de botânica, Botanisches Hilfs- und Wörterbuch, com sua sexta edição de 1922.

## Publicações
- Gründzüge der Gartenkultur; Wachstumsbedingungen, Bodenbereitung, Anzucht, Schnitt und Schutz, 1894 - Fundamentos da cultura do jardim; condições de crescimento, preparo do solo, melhoramento, corte e proteção.
- Wörterbuch der deutschen pflanzennamen, wild, nutz- und zierpflanzen des freilandes und der gewächshäuser, 1922 – Dicionário de nomes de plantas alemãs, plantas silvestres, úteis e ornamentais do campo e das estufas.[2]